# Bakugan szörny bunyósok
A Bakugan Szörny Bunyósok (爆丸バトルブローラーズ; Bakugan Batoru Burórázu; angol címén Bakugan Battle Brawlers) egy japán-kanadai koprodukció, manga- és animesorozat, amelyet a TMS Entertainment, a Dentsu Inc., valamint a Nelvana Animation készített. A történet középpontjában a bakugan faj képviselői állnak, és fiatal földi gazdáik. Noha az első évad végső soron bukásként zárt Japánban, Kanadában és az Egyesült Államokban olyan sikert aratott, mely megalapozta a folytatólagos évadok elkészültét. Eleinte csupán 26 részesre tervezték a 2. évadot, ám a magas kanadai értékelésnek hála a Teletoon berendelt még plusz 26 epizódot. A 2. valamint 3. évad (Új Vestroia; Gundaliai megszállók) a nyugati piacokon került hamarabb bemutatásra, és csak azután Japánba. A 4. évadot (Mechtanium kitörés) a szigetországban már egyáltalán nem is vetítették.
A sorozat 2007-ben debütált, és négy anime készült belőle: Bakugan Szörny Bunyósok, Új Vestroia, Gundaliai megszállók, és Mechtanium kitörés, évadonként kb. 50 epizóddal.
2012- és 2013-ban két manga spin-off került sugárzásra, immáron már Japánban is: a BakuTech! Bakugan, valamint a BakuTech! Bakugan Gachi. 2015-ben bejelentették a manga folytatását, ám a debütálás időpontját csupán 2017-ben hozták nyilvánosságra. Az első időpont még 2019 első felét célozta meg, azonban később előbbre hozták 2018 decemberére. Ugyanebben az évben októberben már néhány színész is bejelentésre került, akik a szereplők hangját kölcsönzik majd: Jonah Wineberg (Dan Kuso), Ticoon Kim (Shun Kazami) és Deven Mack (Wynton Styles).
Az sorozatot sugárzó japán tévéadó a TV Tokyo, hazánkban és sok egyéb országban pedig a Cartoon Network volt.

## Történet

### Bakugan Szörny Bunyósok
Egy napon rejtélyes módon titokzatos dimenzió-kártyák kezdenek hullani az égből, és mindegyikkel egy golyó formába zárt idegen is érkezik egy földöntúli világból: a bakugan szörnyek.
A nagyszájú, heves természetű tinédzser, Daniel Kuso barátjával, a csendes, nagymenő ninja Shun Kazamival megalkotják egy bunyós játék szabályait, melyben a kártyákkal begyűjtött szörnyeikkel küzdenek a játékosok egymás ellen. Azonban aligha sejtheti a Földön bárki is, hogy itt jóval többről van szó egyszerű játéknál. Mindez egy térdimenziós baleset következménye, és a bakuganok hazájában, Vestroiában mindeközben szörnyű pusztulás megy végbe. Naga, a hataloméhes bakugan szemet vetett a Vestroia egyensúlyát fenntartó Végtelenség- és Csendesség Magjára. Az egyiket meg is szerzi magának, és megindul Vestroia sötétségbe taszítása, amely után a Föld következik.
Drago, egy hősies lelkületű dragonoid bakugán a Földre siet segítségért, és éppen Dan Kusoba botlik bele. Kettejük személyisége oly szögesen ellentétes, hogy az együttműködés reménytelennek látszik. Azonban Drago érkezésével egyidőben felbukkan egy titokzatos és verhetetlen bakugan bunyós is, Álarcos, aki minden bunyóban legyőzött bakugánt a Végzet Dimenzióba, a bakuganok túlvilágára száműz. Dan és Drago így kénytelenek összecsiszolódni, és a barátaikkal – Shunnal, Runoval, Maruchoval, Julie-val és Alice-szel – valamint az ő bakungan szörnyeikkel együtt úgy döntenek, közösen összefognak Álarcos és a mögötte álló Naga ellen, hogy megmentsék a bakuganokat és a világukat. Így lesznek ők a Bakugan Szörny Bunyósok. Ám Álarcos rejtélyes módon mindig egy lépéssel előttük jár...
Időközben a Dan és Dragon közti ellentétek szép lassan szoros barátsággá alakulnak át, amely gyökeresen változtatja meg mindkettőjük életét és sorsát. A Bunyósok és szörnyeik mind kiállják Vestroia hat ősi bakuganja, a Legendás Harcosok támasztotta erőpróbákat, és immáron a tovább fejlődött bakuganjaikkal együtt újult erővel veszik fel a harcot Naga ellen, és egyenesen Vestroiába mennek elé, hogy megállítsák. Ám Naga gonosz terve sokkal nagyszabásúbb, mint azt a bunyósok valaha is gondolták volna.

### Bakugan: Új Vestroia
A bakuganok nem sokáig élvezhetik a békét újdonsült hazájukban, Új Vestroiában. Hamarosan ugyanis megszállják a bolygót a túlnépesedéssel küzdő vestáliak, akik rabigába hajtják a szörnyeket, úgy gondolva, hogy azok csupán állatok – és a saját szórakoztatásuk végett küzdelmekre kényszerítik őket az újonnan épült arénákban.
Drago ismét a Földre indul régi hű barátjához, Dan Kusohoz segítségért, aki Maruchoval azonnal Új Vestroián terem és csatlakozik a vestáli Mira Fermine vezette Bakugan Ellenálláshoz. Hamarosan felbukkan Shun is, és hatan együtt nekiindulnak elpusztítani a három dimenzió-vezérlőt, mely golyóformába kényszeríti a bakuganokat. Ám vészjóslóan ravasz és kegyetlen ellenséggel találják szembe magukat. Zenoheld vestáli király jobb keze, a Vexos banda – Vestal legkiválóbb bakugan bunyósainak csapata: Mylene, Shadow, Volt, Lync, Gus, és az élükön a legyőzhetetlen és titokzatos Spectra Phantom – mindent elkövet, hogy megakadályozza Mira csapatát a küldetésük végrehajtásában. Ám hamar kiderül, hogy a Vexos-tagok sem fújnak mind egy követ, és hogy mindkét oldal vezérének titkokat rejt a múltja.
Mire a győzelem után bunyósaink és újdonsült barátaik végre fellélegezhetnének, egy a dimenzió-vezérlőknél sokkal hatalmasabb problémával találják szembe magukat, ami már nem csupán a bakugan fajt, de komplett világok létét is fenyegeti.

### Bakugan: Gundáliai Megszállók
Egy nap ismeretlen jövevény érkezik Ren Krawler személyében a Marucho által kifejlesztett és felépített Bakugan Interspace centrumba. A bunyósok hamar befogadják az új fiút, és együtt világhírűen népszerű hellyé fejlesztik fel az Interspace-t. Ám egy napon felbukkan náluk a szépséges Fabia hercegnő segítséget kérni, mondván, hogy hazáját, a Neathia bolygót megszállták a Gundaliaiak. A hercegnő feltűnésével hamarosan kiderül, hogy Ren távolról sem az, akinek mutatta magát. A fiúk természetesen azonnal a leigázottak segítségére indulnak, és egy szörnyű mészárlás közepén találják magukat, melynek egyetlen célja, hogy a kegyetlen gundáliai uralkodó, Barodius császár megszerezhesse magának a Szent Ereklyét, amely a világok harmóniájának fennmaradásáért felel.
A dolgok egyre inkább elfajulnak – árulás, gyerekrablás, hipnózis – azonban amikor a kecsegtető hatalom már csak karnyújtásnyira van a gundaliaiaktól, mindenki elkezdi megmutatni valódi énjét, és a császár vagy éppen egymás ellen fordulni. Hőseink csapatai így új szövetségesekkel bővülnek, ám a dolgok akkor kezdenek igazán érdekessé válni, amikor a Szent Ereklye kiválasztja magának Dragot és Dant egy különleges feladatra.

### Bakugan: Mechtanium Kitörés

#### Arc 1
Dan és Drago úgy hitte, áldás érte, amikor megörökölték a Szent Ereklye hatalmát. Ám lassacskán kezd megmutatkozni ennek árnyoldala is. Mindkettőjüket sötét látomások gyötrik éjszakánként egy Mag Mel nevű alakról, és Drago egyre kevésbé képes uralni az erejét – ami kezd igen veszélyessé válni a nézőközönség számára az Interspace-ben. Dan azonban ezt nem hajlandó belátni, és büszkesége miatt széthúzás kezd urrá lenni a Bunyósok között. Közben feltűnik a színen két gyanús, verhetetlen bunyós is Anubias és Sellon képében, akik agresszivitásának hála a gonoszság lassan bekebelezi az Interspace-t. Hamar kiderül, hogy nem véletlen bukkantak fel, és az általuk felszabadított rengeteg káosz energia végül kiszabadítja Mag Melt és gonosz bakuganját, Razenoidot a Sötét Dimenzióból, és káosz bakuganjaival valamint rémséges mechtogan robotszörnyeivel együtt máris bosszúhadjáratot indít a Gundalia ellen. Noha motivációja még ismeretlen, a Bunyósok mégis rögtön régi szövetségeseik segítségére sietnek, és hogy fényt deríthessenek Mag Mel kilétére. Ám győzelmüknek nem sokáig örülhetnek, ugyanis Mag Mel következő célpontja a Föld lesz. A Dan és közte, valamint bakuganjaik között lévő mentális kapcsolat azonban gyanakvásra ad okot – miszerint talán egy régi ellenség tért vissza Mag Mel képében.

#### Arc 2
Egy éves évfordulóját ünneplik Bakugan City-ben a bakugan szörnyek Új Vestroiából való Földre költözésének. Azóta ember és bakugan békében és kölcsönös megértésben él egymással. És noha a szörnyek mindenben a segítségükre vannak, mégis akad egyvalaki, aki nem nézi mindezt jószemmel.
Dan éppen egy új bunyóssal harcol az arénában, amikor félbeszakítja a küzdelmet négy gonosz, elszabadult mechtogan, akik csak pusztítani érkeztek. Feltűnik a gazdájuk is, Wiseman, aki véget akar vetni bakugan és ember boldog együttélésének. Mintha nem lenne már így is túlerőben, magával hozza az elvetemült Nonet Bakuganokat, akiket gonoszságukért még Drago őse, az Első Dragonoid száműzött örökre a Végzet Dimenzióba. Így onnan kiszabadulva a nyolc szörnyeteg most mindenre elszánt, hogy bosszút álljon Dragon a szenvedésükért. Szerencsére a fiúk nincsenek egyedül: régi bunyós barátaik, Runo és Julie, valamint Mira Fermin csatlakozik a csapathoz, és új felszereléseket fejleszt a hős bakuganjaiknak, amik segítségével már talán van esélyük felvenni a harcot a nonetek és a mechtoganok ellen. Wiseman kiléte sem hagyja nyugodni a Bunyósokat: vajon Dan egy köddé vált riválisa, Gunz Lazar az, vagy valaki sokkal sötétebb ellenség öltött testet benne.

## Az anime készítői

### Író és rendező
- Író: Atsushi Maekawa, japán író
- Rendező: Mitsuo Hasimoto

### Rajzolók
- Háttér: Eiji Iwase
- Szereplőrajzolás: Yoshihiro Nagamori
- Színezés: Hiroku Otsuki

### Zene
A nyitózenét az 1. és 2. évadban a Psychic Lover japán együttes adta elő:
- Number One Battle Brawlers (1. op) 1–26. rész
- Bucchigiri Infinite Generation (2. op) 27–51. rész
- Cho! Saikyo! Warriors (3. op) (2. évad op)

3. és 4. évad
- Sissy – Ready go! (1. op)
- ??? (2. op)

A negyedik animét Japánban nem vetítették.
A zárózenét több japán együttes adta elő
- Elephant Girl – Air drive (1. op, 1–26. rész)
- Yoshihito Onda & Za Bon – Hello (2. op, 27–51. rész)
- Yoshifumi Ushima – BANG! BANG! BAKUGAN! (2. évad)
- LISP feat Yuu Kobayashi – Love the music. (3. évad)

### Egyéb
- Spin Masters: Kanadában kivette a japán zenéket

## Főszereplők leírása
Ez a szakasz csupán a hat főszereplő bunyós és bakuganjaik vázlatos összefoglalása. Bővebb és részletesebb leírásukért, illetve a további szereplőkért lásd:
| Szereplő          | Kor            | Kor                             | Leírás | Személyiség |           | Bakugan (1. évad) | Elem | Leírás |
| ----------------- | -------------- | ------------------------------- | --- | --- | --------- | ----------------- | --- | ------ |
| Daniel "Dan" Kuso | 12 15 16 17-18 | 1. évad 2. évad 3. évad 4. évad | A sorozat főszereplője mind a 4 évadban. A legerősebb bunyós, a csapat vezére. Shunnal együtt ők találják ki a bakugan bunyó szabályait.                                | Eleinte nagyon indulatos és forrófejű, idővel azonban megfontoltabb és érett vezér lesz. Jóokkal öntelt, magabiztos bunyós, ugyanakkor segítőkész jellem.                            | Drago     | Pyrus             | Szinte teljes ellentéte Dannek, leszámítva, hogy erős, kitartó jellem. Józan, igazi hősies, önzetlen típus.                     |        |
| Shun Kazami       | 13 16 17 18-19 | 1. évad 2. évad 3. évad 4. évad | Kiváló ninja, és Dan legjobb barátja gyerekkoruk óta. Először ő vezeti a toplistát, amíg Dan le nem győzi. Önálló, sokkal józanabb Dannél.                              | Nagyon csendes, eleinte befelé forduló. Mindig jók a megérzései; a csapat legérettebb tagja. Higgadt és előrelátó, kiváló stratéga.                                                  | Skyress   | Ventus            | Édesanyja ajándékozza Shunnak. Nagyon hasonló természetűek: tisztességes nyugodt, nemes harcos.                                 |        |
| Marucho Marukura  | 11 14 15 16-17 | 1. évad 2. évad 3. évad 4. évad | A "csapat esze". Jól szituált családból származik, kiváló taníttatásának hála egy informatikai zseni. Tágas otthona lesz egy időre a csapat főhadiszállása.             | Lelkes és optimista, csupaszív - mindig kész bárkin segíteni. Eleinte alacsony az önértékelése,de később már ő is magabiztos bunyós lesz.                                            | Preyas    | Aquos             | Mint szinte minden aquos szörny, ő is ripacskodó, cserfes, és szarkasztikus.                                                    |        |
| Runo Misaki       | 12 15 18       | 1. évad 2. évad 4. évad         | A lányok közül a legügyesebb bunyós, 6. a toplistán. Gyengéd szálak fűzik őket össze Dannel.                                                                            | Temperamentumos és erős jellem. Talpraesett, sokszor lobbanékony, ugyanakkor tud nagyon szelíd és kedves is lenni. Kitartó és segítőkész.                                            | Tigrerra  | Haos              | A hat bakugan közül az egyetlen nőstény.* Nyugodt, alázatos – ugyanakkor erős, kitartó karakter, mint Runo.                     |        |
| Alice Gehabich    | 14 17          | 1. évad 2. évad                 | Orosz származású, igazi természetes szépség. Egészen az évad végéig nem bunyózik, de elméletben kiváló stratéga.                                                        | Abszolút szerény, békés jellem – irtózik az erőszaktól. Néha túl jóhiszemű az emberekkel, de ettől még megfontolt és érett. Idővel már erős jellem lesz.                             | Hydranoid | Darkus            | Álarcos bakuganjaként egy gonosz és önző szörnyeteg, de Alice-nél épp az ellenkezője lesz. Bátor harcos.                        |        |
| Julie Makimoto    | 12 15 16 18    | 1. évad 2. évad 3. évad 4. évad | A "csapat lelke" és nyíltan rajong Danért. Emiatt eleinte Runo féltékeny rá, ám miután Julie-t inkább egy gyerekkori jóbarátja kezdi érdekelni, remek barátnők lesznek. | Végletesen pörgős és cserfes, sokszor alaptalanul optimista. Igazi "rózsaszín, csajos" lány. Állandóan lelkes, jószívű teremtés, ugyanakkor esetenként tud nagyon érzékeny is lenni. | Gorem     | Subterra          | Óriás termete ellenére egy lágyszívű, szerény jellem. Bölcsességével neveli a gazdáját jobb harcossá. Védelmező, csendes típus. |        |

* az angol és az angolról fordított – pl. magyar – változatokban. A japán verzióban ugyanis Skyress szintén nőstény bakugan.

## Szereplők

### Emberek
| Szereplő                                      | Japán hang             | Angol hang                                                        | Magyar hang                                                                                   |
| Állandó Szörnybunyósok                        | Állandó Szörnybunyósok | Állandó Szörnybunyósok                                            | Állandó Szörnybunyósok                                                                        |
| --------------------------------------------- | ---------------------- | ----------------------------------------------------------------- | --------------------------------------------------------------------------------------------- |
| Daniel "Dan" Kuso                             | Yū Kobayashi           | Scott McCord                                                      | Moser Károly                                                                                  |
| Shun Kazami                                   | Chihiro Suzuki         | Zachary Bennett                                                   | Baráth István                                                                                 |
| Marucho Marukura                              | Ryō Hirohashi          | Cameron Ansell (1x01-02. rész) Joanne Vannicola (1x03-4x46. rész) | Kardos Bence                                                                                  |
| Szörnybunyósok (1. évad)                      |                        |                                                                   |                                                                                               |
| Runo Misaki                                   | Eri Sendai             | Julie Lemieux                                                     | Talmács Márta                                                                                 |
| Julie Makimoto                                | Risa Mizuno            | Katie Griffin                                                     | Dögei Éva                                                                                     |
| Alice Gehabich                                | Mamiko Noto            | Emilie-Claire Barlow                                              | Bogdányi Titanilla                                                                            |
| Joseph "Joe" Brown                            | Sōichirō Hoshi         | Scott McCord (1x16. rész) Travis Ferris (1x23-52. rész)           | Molnár Levente                                                                                |
| Naga csatlósai                                |                        |                                                                   |                                                                                               |
| Michael Gehabich / Hal-G                      | Masaharu Satō          | Ron Pardo                                                         | Várday Zoltán                                                                                 |
| Álarcos                                       | Sōichirō Hoshi         | Lyon Smith                                                        | Hamvas Dániel                                                                                 |
| Toplistás bunyósok                            |                        |                                                                   |                                                                                               |
| Klaus Von Hertzon                             | Takayuki Kondō         | Jeremy Harris                                                     | Seszták Szabolcs                                                                              |
| Chan Lee                                      | Miyuki Sawashiro       | Stephanie Anne Mills                                              | Györfi Laura                                                                                  |
| Julio Santana                                 | Tsuguo Mogami          | Dan Petronijevic                                                  | Haagen Imre                                                                                   |
| Komba O'Charlie                               | Marina Inoue           | Julie Lemieux                                                     | Kilényi Márk                                                                                  |
| Billy Gilbert                                 | Kiyotaka Furushima     | Bailey Stocker                                                    | Jelinek Márk (1x10-15. rész) Szalay Csongor (1x19-2x02. rész) Baradlay Viktor (2x37-38. rész) |
| Szörnybunyósok (2. évad) / Bakugan Ellenállás |                        |                                                                   |                                                                                               |
| Mira Fermin                                   | Risa Yukino            | Alyson Court                                                      | Kálmánfi Anita                                                                                |
| Ace Grit                                      | Yasuaki Takumi         | Alex House (2x01-47. rész) David Reale (2x48-52. rész)            | Előd Álmos                                                                                    |
| Baron Leltoy                                  | Ryūichi Kubota         | Cameron Kennedy                                                   | Penke Bence                                                                                   |
| Vexos                                         |                        |                                                                   |                                                                                               |
| Spectra Phantom / Keith Fermin                | Yasuhiro Mamiya        | Dan Petronijevic                                                  | Simonyi Balázs                                                                                |
| Gus Grav                                      | Yūki Kaji              | Crispin Freeman                                                   | Hujber Ferenc                                                                                 |
| Mylene Farrow                                 | Fūko Saitō             | Bailey Stocker                                                    | Czető Zsanett                                                                                 |
| Shadow Prove                                  | Daisuke Endō           | Darren Frost                                                      | Előd Botond                                                                                   |
| Volt Luster                                   | Tomoaki Maeno          | Carter Hayden                                                     | Stern Dániel                                                                                  |
| Lync Volan                                    | Matsuri Mizuguchi      | Robert Tinkler                                                    | Pálmai Szabolcs                                                                               |
| Hydron herceg                                 | Sōichirō Hoshi         | Lyon Smith                                                        | Bor László                                                                                    |
| Zenoheld Király                               | Kōji Ishii             | John Stocker                                                      | Jakab Csaba                                                                                   |
| Clay Fermin professzor                        | Kenichirō Matsuda      | Scott McCord                                                      | Várnai Szilárd                                                                                |
| Szörnybunyósok (3. évad)                      |                        |                                                                   |                                                                                               |
| Jake Vallory                                  | Shintarō Ōhata         | Dan Petronijevic                                                  | Karácsonyi Zoltán                                                                             |
| Fabia Sheen                                   | Haruhi Terada          | Stephanie Anne Mills                                              | Kántor Kitty                                                                                  |
| Ren Krawler                                   | Hirofumi Nojima        | David Reale (2x52-3x09. rész) Peter Cugno (3x10-4x19. rész)       | Czető Roland                                                                                  |
| Neathiai kastélylovagok                       |                        |                                                                   |                                                                                               |
| Serena Sheen királynő                         | Fuyuka Ōura            | Julie Lemieux                                                     | Kisfalvi Krisztina                                                                            |
| Linus Claude                                  | Tatsuhisa Suzuki       | Tyrone Savage                                                     | Dányi Krisztián                                                                               |
| Elright kapitány                              | Yuichi Nakamura        | Graeme Cornies                                                    |                                                                                               |
| Gundaliai ügynökök                            |                        |                                                                   |                                                                                               |
| Sid Arkale                                    | Tsuguo Mogami          | Kyle MacDonald                                                    | Barát Attila                                                                                  |
| Lena Isis                                     | Naomi Shindō           | Lisette St. Louis                                                 | Solecki Janka                                                                                 |
| Mason Brown                                   | Daichi Endō            | Juilan Osen                                                       | Posta Victor                                                                                  |
| Zenet Surrow                                  | Yuka Saitō             | Barbara Mamabolo                                                  | Laudon Andrea                                                                                 |
| Jesse Glenn                                   | Takashi Ōhara          | Jeremy Harris                                                     | Markovics Tamás                                                                               |
| A Tizenkét Rend                               |                        |                                                                   |                                                                                               |
| Barodius császár (3. évad) Mag Mel (4. évad)  | Ken Narita             | Shawn Meunier                                                     | Forró István                                                                                  |
| Kazarina                                      | Kimiko Saitō           | Linda Ballantyne                                                  | Csizmadia Gabi                                                                                |
| Nurzak                                        | Hidekatsu Shibata      | Hadley Kay                                                        | Sörös Miklós                                                                                  |
| Gill                                          | Hikaru Midorikawa      | Scott Gorman                                                      | Fehérváry Márton                                                                              |
| Airzel                                        | Eiji Miyashita         | Lyon Smith                                                        | Kassai Károly                                                                                 |
| Stoica                                        | Mitsuki Saiga          | Mike Kiss                                                         | Albert Gábor                                                                                  |
| Szörnybunyósok (4. évad, Arc 1)               |                        |                                                                   |                                                                                               |
| Rafe                                          |                        | Andrew Craig                                                      | Morvay Bence                                                                                  |
| Paige                                         |                        | Annick Obonsawin                                                  | Hermann Lilla                                                                                 |
| Anubias csapat                                |                        |                                                                   |                                                                                               |
| Anubias                                       |                        | Rob Greenway                                                      | Gacsal Ádám                                                                                   |
| Ben                                           |                        | Drew Nelson                                                       | Dányi Krisztián                                                                               |
| Jack Punt                                     |                        | Gil Anderson                                                      | Straub Norbert                                                                                |
| Robin                                         |                        | Shawn Meunier                                                     |                                                                                               |
| Noah                                          |                        | Scott Gorman                                                      | Ungvári Gergely                                                                               |
| Sellon csapat                                 |                        |                                                                   |                                                                                               |
| Sellon                                        |                        | Katie Griffin                                                     | Nádasi Veronika                                                                               |
| Chris                                         |                        | Emilie-Claire Barlow                                              | Sipos Eszter Anna                                                                             |
| Soon                                          |                        | Alyson Court                                                      | Wégner Judit                                                                                  |
| Szörnybunyósok (4. évad, Arc 2)               |                        |                                                                   |                                                                                               |
| Gunz Lazar                                    |                        | Graeme Cornies                                                    | Minárovits Péter                                                                              |
| Nomád Mechtogan                               |                        |                                                                   |                                                                                               |
| Wiseman                                       |                        | Rob Tinkler                                                       | Láng Balázs                                                                                   |
| További szereplők                             |                        |                                                                   |                                                                                               |
| Miyoko Kuso                                   | Ayumi Tsunematsu       | Alyson Court                                                      | Pap Katalin                                                                                   |
| Shinjiro Kuso                                 | Takayuki Kondō         | Ron Pardo                                                         | Gubányi György István                                                                         |
| Saki Misaki                                   | Akane Murakami         | Deann DeGruijter                                                  |                                                                                               |
| Tatsuo Misaki                                 | Tsuguo Mogami          | Ron Pardo                                                         | Gardi Tamás                                                                                   |
| Shiori Kazami                                 | Ao Takahashi           | Caroly Larson                                                     | Simon Dóra                                                                                    |
| Kazami nagyapa                                | Tsuguo Mogami          | Aron Tager                                                        | Rudas István                                                                                  |
| Kato                                          | Masaharu Satō          | Ron Pardo                                                         | Bartók László                                                                                 |
| Daisy Makimoto                                | Fuyuka Oura            | Annick Obonsawin (1x30. rész) Katie Griffin (1x39. rész)          | Szabó Zselyke                                                                                 |
| Jenny (JJ Babák)                              | Miyuki Sawashiro       | Megan Fahlenbock (1x07-46. rész) Stevie Vallance (1x52. rész)     | Csifó Dorina                                                                                  |
| Jewels (JJ Babák)                             | Marina Inoue           | Bailey Stocker (1x07-46. rész) Stevie Vallance (1x52. rész)       | Kardos Eszter                                                                                 |
| Nene                                          | Tomoko Kaneda          | Sunday Muse (1x25-45. rész) Caroly Larson (1x47. rész)            | Pekár Adrienn                                                                                 |
| Akira                                         | Marina Inoue           | Susan Roman                                                       | Timon Barna                                                                                   |
| Shuji                                         | Tsuguo Mogami          | Darren Frost                                                      | Heisz Krisztián                                                                               |
| Ryo                                           | Marina Inoue           | Tim Hamaguchi (1x04. rész) Jason Deline (1x52. rész)              | Halasi Dániel (1x04. rész) Bor László (1x52. rész)                                            |
| Rikimaru                                      | Takayuki Kondō         | Dan Petronijevic (1x03. rész) Jason Deline (1x52. rész)           | Szabó Máté (1x03. rész) Bor László (1x52. rész)                                               |
| Tatsuya                                       | Nobuhiko Okamoto       |                                                                   | Penke Bence                                                                                   |
| Kenta                                         | Fuyuka Ōura            | Will Bowes                                                        | Markovics Tamás                                                                               |
| Kenji                                         | Akiko Hokamura         | Darcy Smith                                                       | Szvetlov Balázs                                                                               |
| Miu                                           | Sayuri Yahagi          | Cara Leslie                                                       | Kálmánfi Anita                                                                                |
| Makoto                                        | Kokoro Kikuchi         | Katie Griffin                                                     | Penke Soma                                                                                    |
| Takashi                                       | Takayuki Kondō         | Mitchell Eisner                                                   | Pálmai Szabolcs                                                                               |
| Kosuke                                        | Nobuhiko Okamoto       | Lyon Smith                                                        | Morassi László                                                                                |
| Travis                                        | Hideki Nakanishi       | Carter Hayden                                                     |                                                                                               |
| Christopher                                   | Ayumi Fujimura         | Connor Price (1x24-37. rész) Jake Roseman (1x48. rész)            | Glósz András (1x24. rész) Bogdán Gergő (1x33-48. rész)                                        |
| Annie (Sötét Angyalok)                        |                        | Novie Edwards                                                     | Mánya Zsófia                                                                                  |
| Vanessa (Sötét Angyalok)                      |                        | Stacey DePass                                                     | Simonyi Réka                                                                                  |
| Maron Leltoy                                  | Tae Okajima            | Stacey DePass                                                     | Kiss Bernadett                                                                                |
| Koji Beetle                                   | Kenji Akabane          | Alex House                                                        | Stukovszky Tamás                                                                              |
| Casey                                         | Shunzō Miyasaka        | Jeremy Mortimer                                                   |                                                                                               |
| Taylor                                        | Hitomi Harada          | Stacey DePass                                                     | Csuha Bori                                                                                    |
| Siem Pam                                      | Akeno Watanabe         | Tyrone Savage                                                     | Ungvári Gergely                                                                               |
| Luin Pam                                      | Hiromi Igarashi        | Graeme Cornies                                                    | Molnár Levente                                                                                |
| Eve, a szentereklye                           | Akiko Sekine           | Deann Degruijter                                                  | Makay Andrea (3. évad) Németh Kriszta (4. évad)                                               |
| Dylan                                         |                        | Andrew Jackson                                                    | Fehér Tibor                                                                                   |
| Sion (Tri-Twisters)                           |                        | Graeme Cornies                                                    |                                                                                               |
| Lucas (Tri-Twisters)                          |                        | Lyon Smith                                                        | Berkes Bence                                                                                  |

### Bakuganok
| Bakugan | Partner                                 | Japán hang                   | Angol hang | Magyar hang                                                            |
| Állandó Szörnybunyós Bakugan | Állandó Szörnybunyós Bakugan            | Állandó Szörnybunyós Bakugan | Állandó Szörnybunyós Bakugan                                                                                          | Állandó Szörnybunyós Bakugan                                           |
| --- | --------------------------------------- | ---------------------------- | --- | ---------------------------------------------------------------------- |
| Pyrus Dragonoid "Drago" | Daniel "Dan" Kuso                       | Keiji Fujiwara               | Jason Deline | Maday Gábor                                                            |
| Drago továbbfejlődött változatai |                                         |                              | |                                                                        |
| Delta Dragonoid / Ultimate Dragonoid / Infinity Dragonoid / Neo Dragonoid / Vexos Dragonoid / Maxus Dragonoid / Cross Dragonoid / Maxus Cross Dragonoid / Helix Dragonoid / Lumino Dragonoid / Blitz Dragonoid / Titanium Dragonoid / Mercury Dragonoid / Fusion Dragonoid / Aeroblitz |                                         |                              | |                                                                        |
| Szörnybunyós Bakuganok (1. évad) |                                         |                              | |                                                                        |
| Ventus Skyress / Ventus Vihar Skyress | Shun Kazami                             | Chiharu Suzuka               | Barbara Budd | Tóth Roland                                                            |
| Aquos Preyas | Marucho Marukura                        | Eiji Miyashita               | Shawn Meunier (1-2. évad) Carman Melville (2x04. rész)                                                                | Bartucz Attila                                                         |
| Aquos Preyas AngeloAquos Preyas Diablo | Marucho Marukura                        | Takayuki KondōShintarō Ōhata | Shawn Meunier | Bodrogi AttilaMesterházy Gyula                                         |
| Haos Tigrerra / Haos Penge Tigrerra | Runo Misaki                             | Atsushi Ono                  | Stevie Vallance (1-2. évad) Martha Ferguson (2x01. rész) Kristin Bishropic (2x42. rész) Joanne Vannicola (2x50. rész) | Sági Tímea                                                             |
| Subterra Gorem / Subterra Pöröly Gorem | Julie Makimoto                          | Hiroki Yasumoto              | Stephen R. Hart | Varga Rókus                                                            |
| Darkus Hydranoid / Darkus Dual Hydranoid / Darkus Alpha Hydranoid | Álarcos / Alice Gehabich                | Izō Oikawa                   | Craig Marshall (1-2. évad) Robert Tinkler (2x26. rész)                                                                |                                                                        |
| Wavern | Joseph "Joe" Brown                      | Nao Takamori                 | Deann Degruijter (1. évad) Katie Griffin (2. évad)                                                                    | Gerbert Judit                                                          |
| Toplistás Bakuganok |                                         |                              | |                                                                        |
| Aquos Sirenoid | Klaus Von Hertzon                       | Fuyuka Ōura                  | Julie Lemieux | Sánta Annamária (1. évad) Simon Dóra (2. évad)                         |
| Pyrus Sokarcú | Chan Lee                                | Susumu Akagi                 | Ron Pardo | Bor László (1x45-51. rész)                                             |
| Haos Tapogatós | Julio Santana                           | Nem beszél                   | Nem beszél | Nem beszél                                                             |
| Ventus Hárpia | Komba O'Charlie                         | Ayumi Tsunematsu             | Julie Lemieux | Réti Szilvia                                                           |
| Subterra Küklopsz | Billy Gilbert                           | Tsuguo Mogami                | Robert Hawke (1x10-19. és 2x37. rész) Carman Melville (1x45-51. rész)                                                 | Sótonyi Gábor (1x10-19. és 2x37. rész) Makranczi Zalán (1x45-51. rész) |
| Naga és a Végzet Dimenzió Bakuganok |                                         |                              | |                                                                        |
| Naga / Silent Naga | Hal-G                                   | Hideyuki Umezu               | Andrew Pifko (1x01. rész) Ron Pardo (1x08. rész) John Stocker (1x12-52. rész)                                         | Papucsek Vilmos                                                        |
| Darkus Öt Paladin | Hal-G                                   | Nem beszél                   | Nem beszél | Nem beszél                                                             |
| Darkus Kaszás | Álarcos                                 | Susumu Akagi                 | Peter Cugno | Gubányi György István (1x02-13. rész) Szkárosi Márk (1x28. rész)       |
| Darkus / Pyrus Centorrior | Nincs                                   | Takashi Kondō                | Scott McCord | Juhász Zoltán                                                          |
| Pyrus / Darkus Druman | Nincs                                   | Yoshinori Sonobe             | Joseph Motiki | Fehér Péter                                                            |
| Aquos / Ventus Tayghen | Nincs                                   | Ayumi Fujimura               | Alyson Court | Dudás Eszter                                                           |
| Ventus / Aquos Hairadee | Nincs                                   | Ayumi Fujimura               | Carman Melville | Szabó Máté                                                             |
| Haos / Subterra Rabeeder | Nincs                                   | Marina Inoue                 | Stevie Vallance | Törtei Tünde                                                           |
| Subterra / Haos Tricloid | Nincs                                   | Kinoko Yamada                | Caroly Larson | F. Nagy Erika                                                          |
| Vestroia Legendás Harcosai |                                         |                              | |                                                                        |
| Pyrus Apollonir | Nincs                                   | Tetsu Inada                  | Zachary Bennett | Tokaji Csaba                                                           |
| Subterra Clayf | Nincs                                   | Tarō Yamaguchi               | Ron Pardo | Faragó András                                                          |
| Haos Lars Lion | Nincs                                   | Ryōko Ono                    | Julie Lemieux | Téglás Judit                                                           |
| Darkus Exedra | Nincs                                   | Hiroyuki Kinoshita           | Pete Cugno |                                                                        |
| Aquos Frosch | Nincs                                   | Tetsuo Satō                  | Scott McCord | Breyer Zoltán (1. évad) Kerekes József (2. évad)                       |
| Ventus Oberus | Nincs                                   | Yuka Iguchi                  | Katie Griffin | Nyírő Eszter (1. évad) Szórádi Erika (2. évad)                         |
| Szörnybunyós Bakuganok (2. évad) / Bakugan Ellenállás |                                         |                              | |                                                                        |
| Ventus Ingram / Ventus Ingram Mester | Shun Kazami                             | Takayuki Masuda              | Stacey DePass / Joseph Motiki                                                                                         | Potocsny Andor                                                         |
| Ventus Árnyékszárny | Shun Kazami                             | Nem beszél                   | Nem beszél | Nem beszél                                                             |
| Aquos Elfin / Aquos Minx Elfin | Marucho Marukura                        | Maki Kobayashi               | Ellen-Ray Hennessy (2x04-21. rész) Caroly Larson (2x22-52. rész)                                                      | Czifra Krisztina                                                       |
| Subterra Wilda / Subterra Magma Wilda | Mira Fermin                             | Kenichirō Matsuda            | Ron Pardo | Vida Péter                                                             |
| Darkus Percival / Darkus Éjfél Percival | Ace Grit                                | Fumi Mikawa                  | Scott McCord | Szatory Dávid                                                          |
| Haos Nemus / Haos Szent Nemus | Baron Leltoy                            | Tsuguo Mogami                | Ron Pardo | Megyeri János                                                          |
| Vexos Bakuganok |                                         |                              | |                                                                        |
| Pyrus Viper Helios (2. évad) Darkus Infinity Helios (4. évad) | Spectra Phantom                         | Takashi Matsuyama            | Robert Tinkler (2. évad) Andrew Jackson (4. évad)                                                                     | Szatory Dávid (2x06-18. és 4x15-26. rész) Endrédi Máté (2x21-52. rész) |
| Subterra Premo Vulcan / Subterra Rex Vulcan | Gus Grav                                | Eiichiro Tokumoto            | Ron Pardo (2x05-12. rész) Kyle MacDonald (2x39-52. és 4x26. rész)                                                     | Sarádi Zsolt (2x39-52. rész)                                           |
| Aquos Elico / Aquos Blast Elico | Mylene Farrow / Gus Grav                |                              | Dan Petronijevic | Forgács Gábor                                                          |
| Haos Brontes / Haos Alto Brontes | Volt Luster / Gus Grav                  | Yukitoshi Tokumoto           | Robert Tinkler | Juhász Zoltán                                                          |
| Helios továbbfejlődött változatai |                                         |                              | |                                                                        |
| Cyborg Helios / Maxus Helios / Helios MK2 / Maxus Helios MK2 |                                         |                              | |                                                                        |
| Kibernetikus Vexos Bakuganok |                                         |                              | |                                                                        |
| Pyrus Farbros | Zenoheld király                         | Nem beszél                   | Nem beszél | Nem beszél                                                             |
| Subterra Dryoid | Hydron herceg                           | Nem beszél                   | Nem beszél | Nem beszél                                                             |
| Aquos Macubass | Mylene Farrow                           | Nem beszél                   | Nem beszél | Nem beszél                                                             |
| Darkus Hades | Shadow Prove                            | Nem beszél                   | Nem beszél | Nem beszél                                                             |
| Darkus MAC Pók | Shadow Prove                            | Nem beszél                   | Nem beszél | Nem beszél                                                             |
| Haos Boriates | Volt Luster                             | Nem beszél                   | Nem beszél | Nem beszél                                                             |
| Ventus Altair | Lync Volan                              | Nem beszél                   | Nem beszél | Nem beszél                                                             |
| Ventus Aluze | Lync Volan                              | Nem beszél                   | Nem beszél | Nem beszél                                                             |
| Ventus Wired | Lync Volan                              | Nem beszél                   | Nem beszél | Nem beszél                                                             |
| Szörnybunyós Bakuganok (3. évad) |                                         |                              | |                                                                        |
| Ventus Hawktor | Shun Kazami                             | Kōichi Tōchika               | Brian Froud |                                                                        |
| Aquos Akwimos | Marucho Marukura                        | Akio Suyama                  | Joseph Motiki | Szokol Péter                                                           |
| Subterra Coredem | Jake Vallory                            | Dai Matsumoto                | Ron Pardo | Koroknay Géza                                                          |
| Haos Aranaut | Fabia Sheen                             | Yasunori Masutani            | Dan Petronijevic | Törköly Levente                                                        |
| Darkus Linehalt | Ren Krawler                             | Eiji Takemoto                | Jeremy Harris | Horváth-Töreki Gergely                                                 |
| Neathiai Bakuganok |                                         |                              | |                                                                        |
| Pyrus Dragonoid Kolosszus | Nincs                                   | Jūrōta Kosugi                | William Colgate | Faragó András                                                          |
| Pyrus Neo Ziperator | Linus Claude                            | Yoshihisa Kawahara           | Carman Melville | Pál Tamás                                                              |
| Gundaliai ügynökök Bakuganjai |                                         |                              | |                                                                        |
| Pyrus Rubanoid | Sid Arkale / Ren Krawler / Linus Claude | Hirōmi Sugino                | Andrew Jackson |                                                                        |
| Aquos Phosphos | Lena Isis                               | Hikaru Midorikawa            | Andrew Jackson |                                                                        |
| Subterra Avior | Mason Brown                             | Kimiko Saitō                 | Andrew Sabiston |                                                                        |
| Haos Contestir | Zenet Surrow                            | Dai Matsumoto                | Brad Adamson | Galbenisz Tomasz                                                       |
| Ventus Plitheon | Jesse Glenn                             | Eiji Miyashita               | Andrew Jackson | Katona Zoltán                                                          |
| A Tizenkét Rend Bakuganjai |                                         |                              | |                                                                        |
| Darkus Dharak (3. évad) Darkus Razenoid (4. évad) | Barodius (3. évad) Mag Mel (4. évad)    | Takaya Kuroda                | Tony Rosato (3. évad) Hadley Kay (4. évad)                                                                            |                                                                        |
| Haos Lumagrowl | Kazarina                                | Sōichirō Hoshi               | Dan Petronijevic | Koncz István                                                           |
| Subterra Sabator | Nurzak                                  | Tsuguo Mogami                | Hadley Kay (3x14. rész) Matthew Hawkins (3x19-32. rész) Andrew Jackson (3x37-38. rész)                                | Dézsy Szabó Gábor                                                      |
| Pyrus Krakix | Gill                                    |                              | Ron Pardo |                                                                        |
| Ventus Strikeflier | Airzel                                  | Daichi Endō                  | Scott McCord | Vári Attila                                                            |
| Aquos Lythirus | Stoica                                  | Eiji Miyashita               | Shawn Meunier | Kossuth Gábor                                                          |
| Dharak továbbfejlődött változatai |                                         |                              | |                                                                        |
| Dharak Kolosszus / Darkus Phantom Dharak (3. évad) / Darkus Phantom Razenoid (4. évad) |                                         |                              | |                                                                        |
| Szörnybunyós Bakuganok (4. évad, Arc 1) |                                         |                              | |                                                                        |
| Ventus Taylean | Shun Kazami                             |                              | Kyle McDonald | Horváth Illés                                                          |
| Aquos Trister | Marucho Marukura                        |                              | Carman Melville | Rajkai Zoltán                                                          |
| Subterra Boulderon | Paige                                   |                              | Ron Pardo | Nagy Sándor                                                            |
| Haos Wolfurio | Rafe                                    |                              | Andrew Jackson |                                                                        |
| Anubias csapat |                                         |                              | |                                                                        |
| Darkus Horridian | Anubias, Ben                            | Nem beszél                   | Nem beszél | Nem beszél                                                             |
| Pyrus Bolcanon | Anubias, Ben, Robin                     | Nem beszél                   | Nem beszél | Nem beszél                                                             |
| Aquos Krakenoid | Robin, Jack Punt                        | Nem beszél                   | Nem beszél | Nem beszél                                                             |
| Sellon csapat |                                         |                              | |                                                                        |
| Ventus Spyron | Sellon                                  | Nem beszél                   | Nem beszél | Nem beszél                                                             |
| Subterra Vertexx | Chris                                   | Nem beszél                   | Nem beszél | Nem beszél                                                             |
| Haos Krowll | Soon                                    | Nem beszél                   | Nem beszél | Nem beszél                                                             |
| Mag Mel Káosz Bakuganjai (több elemben) |                                         |                              | |                                                                        |
| Iron Dragonoid | Anubias, Sellon                         | Nem beszél                   | Nem beszél | Nem beszél                                                             |
| Cyclone Percival | Nincs                                   | Nem beszél                   | Nem beszél | Nem beszél                                                             |
| Flash Ingram | Nincs                                   | Nem beszél                   | Nem beszél | Nem beszél                                                             |
| Szörnybunyós Bakuganok (4. évad, Arc 2) |                                         |                              | |                                                                        |
| Haos Reptak | Gunz Lazar / Daniel "Dan" Kuso          |                              | George Tchortov |                                                                        |
| Ventus Jaakor | Shun Kazami                             |                              | Dan Petronijevic | Barabás Kiss Zoltán                                                    |
| Darkus Skytruss | Shun Kazami                             |                              | Peter Cugno | Lengyel Tamás                                                          |
| Darkus Orbeum | Shun Kazami                             |                              | Graeme Cornies | Kisfalusi Lehel                                                        |
| Aquos Radizen | Marucho Marukura                        |                              | Hadley Kay | Szűcs Sándor                                                           |
| Subterra Roxtor | Marucho Marukura                        | Kenichiro Matsuda            | Hadley Kay |                                                                        |
| Nomád Mechtoganok |                                         |                              | |                                                                        |
| Darkus Coredegon | Wiseman                                 |                              | Tyrone Savage | Bolla Róbert                                                           |
| Ventus Slycerak | Wiseman                                 |                              | Andrew Jackson |                                                                        |
| Aquos Mandibor | Wiseman                                 |                              | Hadley Kay | Király Adrián                                                          |
| Haos Exostriker | Wiseman                                 |                              | Ron Rubin | Presits Tamás                                                          |
| Nonet Bakuganok |                                         |                              | |                                                                        |
| Darkus Betadron | Wiseman / Gunz Lazar                    |                              | Rob Tinkler | Schneider Zoltán                                                       |
| Darkus Kodokor | Wiseman / Gunz Lazar                    |                              | Brad Adamson | Péter Richárd                                                          |
| Darkus Mutabrid | Wiseman / Gunz Lazar                    |                              | Carman Melville | Gyurity István                                                         |
| Pyrus Spatterix | Wiseman / Gunz Lazar                    |                              | Andrew Jackson |                                                                        |
| Subterra Stronk | Wiseman / Gunz Lazar                    |                              | Ron Rubin | Pál András                                                             |
| Haos Tremblar | Wiseman / Gunz Lazar                    |                              | Rob Tinkler | Renácz Zoltán                                                          |
| Ventus Worton | Wiseman                                 |                              | Donald Burda | Albert Péter                                                           |
| Aquos Balista | Wiseman                                 |                              | Andrew Jackson Rob Tinkler                                                                                            | Szkárosi Márk                                                          |
| További Bakuganok |                                         |                              | |                                                                        |
| Pyrus Nova Lion | Nincs                                   |                              | John Stocker | Kajtár Róbert                                                          |
| Aquas Juggernoid | Christopher                             |                              | Ron Pardo | Faragó József                                                          |
| Aquas Abis Omega | Mylene Farrow                           |                              | Ron Pardo | Szatory Dávid                                                          |
| Aquos Amazon | Nincs                                   |                              | Crispin Freeman | Kerekes József                                                         |
| Haos Aerogan | Nincs                                   | Hiroki Yasumoto              | Katie Griffin | Pavletits Béla                                                         |
| Subterra Damakor "Damdos" | Nincs                                   | Takashi Nagasako             | Andrew Jackson | Dézsy Szabó Gábor                                                      |
| Pyrus Genesis Dragonoid | Nincs                                   |                              | Shawn Meunier | Berzsenyi Zoltán                                                       |

## Epizódok
| Évad | Évad | Cím                  | Epizódok | Eredeti sugárzás  | Eredeti sugárzás  | Magyar sugárzás   | Magyar sugárzás      |
| Évad | Évad | Cím                  | Epizódok | Évadpremier       | Évadfinálé        | Évadpremier       | Évadfinálé           |
| ---- | ---- | -------------------- | -------- | ----------------- | ----------------- | ----------------- | -------------------- |
|      | 1    | Szörny bunyósok      | 52       | 2008. február 24. | 2009. február 28. | 2009. február 2.  | 2009. november 30.   |
|      | 2    | Új Vestroia          | 52       | 2009. április 12. | 2010. május 9.    | 2010. március 15. | 2011. március 8.     |
|      | 3    | Gundáliai megszállók | 39       | 2010. május 23    | 2011. január 29   | 2011. március 25. | 2011. október 19.    |
|      | 4    | Mechtanium kitörés   | 46       | 2011. február 13. | 2011. január 26.  | 2012. február 27. | 2012. szeptember 24. |

## Bakugan roadshow
A roadshow bajnokság az ország több részein zajlik. Aki három csatát megnyer, az bejut a döntőbe, és a győztes lesz az év Bakugan bajnoka. A szabályok alapján 3 bakugannal, 3 portállappal, 3 képesség kártyával kell versenyezni. Az nyer, aki előbb nyer 3 portállapot.
Az első roadshow 2009-ben volt 2009. október 10. és december 6. között, a második 2010. március 20. és április 10. között, a harmadik 2010 őszén, november 6. és december 12. között, a negyedik 2011. november 5. és december 3. között.

## DVD kiadás
- Az első DVD kiadás Az első csata, Az Álarcos színre lép, Balhé barátok közt, Dan és Drago és Runo nagy napja epizódokkal készült el.
- A második DVD kiadáson "Páros csata, A szemtelen Bakugan, Bunyó kisasszony módra, Reptéri bunyó" epizódok szerepelnek.
- A harmadik DVD kiadáson "Az összeillõ páros, Ketten egy ellen, Bakugan-sokk, Barát vagy ellenség?" epizódok szerepelnek.
- A negyedik DVD kiadáson " Vestroia története, Dupla bunyó a sivatagban, A győzelem a bátraké, B.M barátok mindörökre, Ugrásszerű fejlődés" epizódok szerepelnek.
- Az ötödik DVD kiadáson "Julie nehéz csatája, Egy kis baráti segítség, Kedves barátom, Drago lángokban" epizódok szerepelnek.
- A hatodik DVD kiadáson "Ne mondd Joe, A siker titka, Bízz bennem, A dimenzió kapuntúl" epizódok szerepelnek.
- A hetedik DVD kiadáson "Leszámolás, Kutatás az eltűnt bunyós után, Rémálom a Végzet utcában, Ilyen voltam, ilyen lettem, Távol az otthonunktól" epizódok szerepelnek.
- A nyolcadik DVD kiadáson "-Csak ésszel, Runo!, Leverlek, bohóc!, Otthon, édes otthon, Dan utolsó vizsgája" epizódok szerepelnek.
- A kilencedik DVD kiadáson "-Nyers erővel, Továbbfejlődés, Álarcos álarca mögött, Leleplezve" epizódok szerepelnek.
- A tizedik DVD kiadáson "-Alice vezeklése, Égen a mutáns, Verseny Vestroiaba, Irány NAGA városa, A merész terv" epizódok szerepelnek.
- A tizenegyedik DVD kiadáson "-Segélyhívás otthonról, A szóló sláger, Sárfürdő, R mint revans" epizódok szerepelnek.
- A tizenkettedik DVD kiadáson "-A végső állomás Wardington, A jó, a rossz és a Bakugan, Az utolsó menet, A játék vége" epizódok szerepelnek.